# 斯維德尼克 (圖爾卡區)
49°14′36″N 23°9′53″E / 49.24333°N 23.16472°E

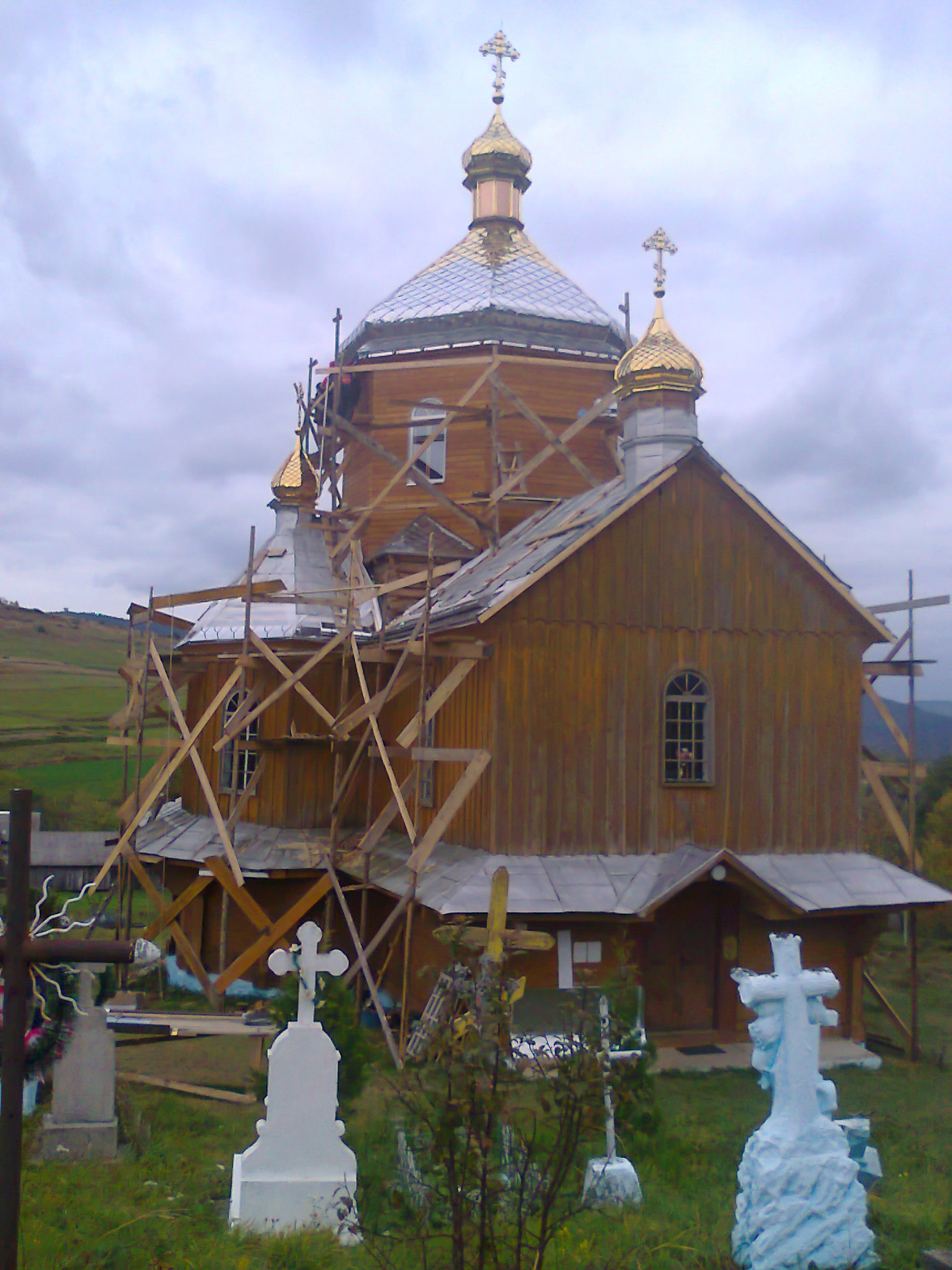

斯維德尼克（烏克蘭語：Свидник），是烏克蘭西部的村莊，隸屬利維夫州的桑比爾區。該村面積1.7平方公里，海拔高度569米，2001年人口260，人口密度每平方公里152.94人。